# Steinbach am Wald

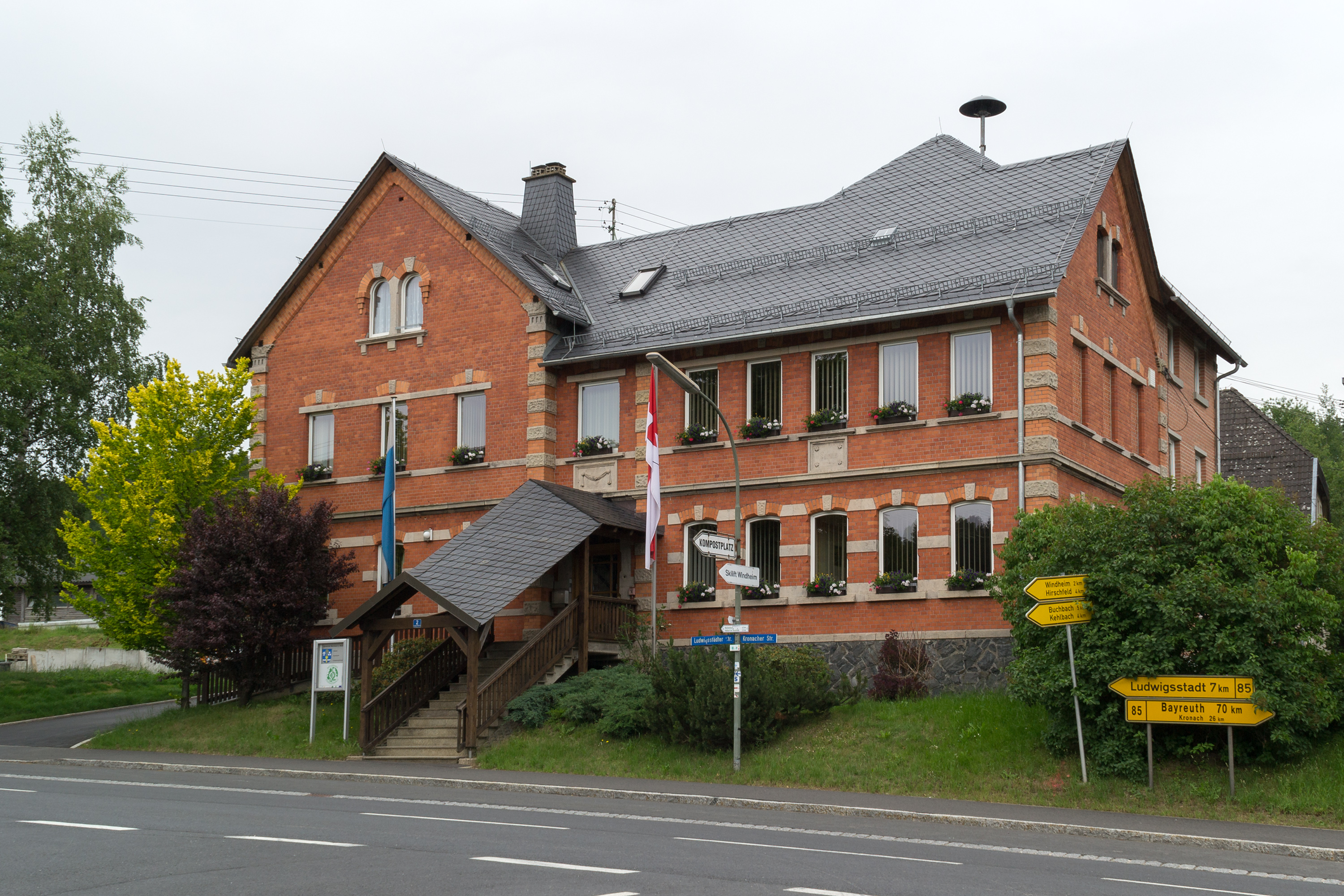
Rathaus

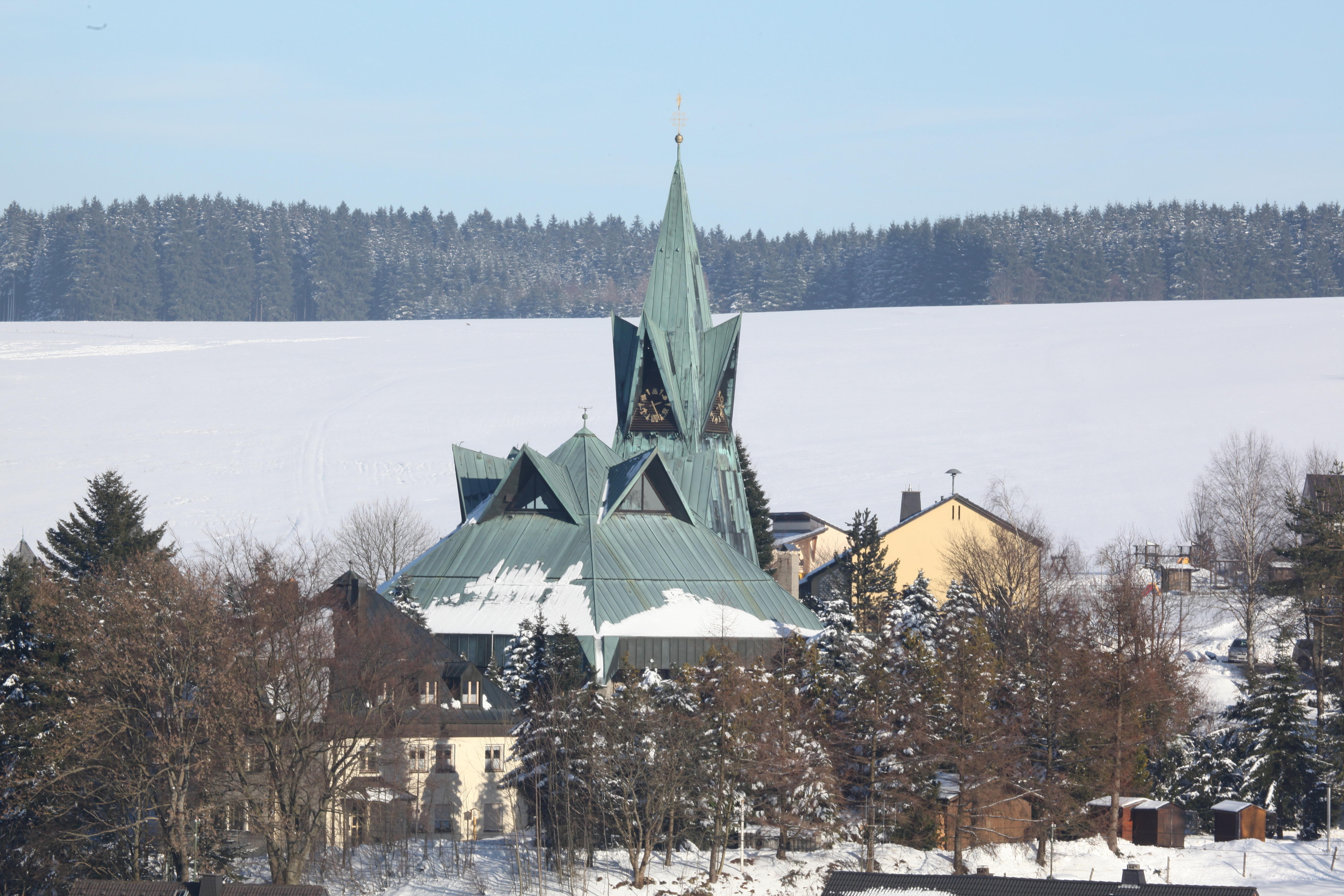
St. Laurentius (Buchbach)

Steinbach am Wald (amtlich Steinbach a.Wald, regional Stabich) ist eine Gemeinde im oberfränkischen Landkreis Kronach in Bayern.

## Geografie

### Geografische Lage
Der staatlich anerkannte Erholungsort Steinbach liegt am Rennsteig und im Naturpark Frankenwald. Der Altort zieht sich durch das Tal des Steinbaches. Etwa 1,5 km nordöstlich befindet sich der ehemalige Gemeindeteil Steinbach Bahnhof mit dem Bahnhof, Wohnsiedlungen und einem größeren Gewerbegebiet. Zwischen beiden Gemeindeteilen befindet sich eine Wasserscheide, die durch eine in Stein gemeißelte Gedenktafel gekennzeichnet ist. Alles Wasser, das in Richtung Ludwigsstadt fließt, mündet in die Elbe und alles Wasser, das in Richtung Kronach fließt, in den Rhein. Dort verlief auch die Grenze zwischen den katholischen Gemeinden des Hochstifts Bamberg und den evangelischen Gemeinden des Fürstentums Bayreuth.

### Gemeindegliederung
Es gibt acht Gemeindeteile (in Klammern Einwohnerzahl Stand 2017) und besteht aus fünf Gemarkungen, die den ehemaligen Gemeinden entsprechen:
- das Pfarrdorf Buchbach (515)
- das Kirchdorf Hirschfeld mit der Einöde Aumühle (447)
- das Kirchdorf Kehlbach (330)
- das Pfarrdorf Steinbach am Wald mit den Einöden Kohlmühle und Steinbachermühle (1103)
- das Pfarrdorf Windheim (896)

Steinbach a.Wald Bhf., später nur noch Steinbach a.Wald Dorf wurde, obwohl weiterhin baulich getrennt, ab etwa 1987 nicht mehr als Gemeindeteil geführt. Die Einöde Berghof, die zur Gemeinde Hirschfeld gehörte, ist zu gleicher Zeit abgebrochen worden.

## Geschichte
Die Besiedelung des Frankenwaldes (Nortwald) durch Rodungssiedlungen begann auf Geheiß der Bamberger Bischöfe Mitte des 12. Jahrhunderts. 1190 wurde der Ort als „Steynbach“ erstmals urkundlich erwähnt. Bis 1388 gehörte er zum „Eygen Teuschnitz“, einem großen Besitztum des Klosters Langheim. Der Besitz ging durch Kauf an das Bistum Bamberg.
Gegen Ende des 18. Jahrhunderts bildete Steinbach am Wald mit Kohl- und Steinbachermühle eine Realgemeinde bestehend aus 36 Anwesen (1 Gut, 2 Dreiviertelgüter, 13 Halbgüter, 8 Viertelgüter, 2 Achtelgüter, 6 Tropfhäuser, 2 Häuser, 1 Mahlmühle, 1 Mahl- und Schneidmühle). Das Hochgericht übte das bambergische Centamt Teuschnitz aus. Die Dorf- und Gemeindeherrschaft sowie die Grundherrschaft über alle Anwesen hatte das Kastenamt Teuschnitz inne. Neben den Anwesen gab es eine Kirche, ein Halbgut und zwei Viertelgüter, die unbewohnt waren.
Infolge der Säkularisation kam Steinbach am Wald zu Bayern. Mit dem Gemeindeedikt wurde Steinbach dem 1808 gebildeten Steuerdistrikt Windheim zugewiesen. Mit dem Zweiten Gemeindeedikt (1818) entstand die Ruralgemeinde Steinbach, zu der Kohlmühle und Steinbachermühle gehörten. Sie war in Verwaltung und Gerichtsbarkeit dem Landgericht Teuschnitz zugeordnet und in der Finanzverwaltung dem Rentamt Rothenkirchen (1919 in Finanzamt Rothenkirchen umbenannt). 1837 wurde Steinbach dem Landgericht Ludwigsstadt zugewiesen. Von 1862 bis 1880 und von 1888 bis 1931 gehörte Steinbach zum Bezirksamt Teuschnitz, von 1880 bis 1888 und ab 1931 zum Bezirksamt Kronach (1939 in Landkreis Kronach umbenannt). Die Gerichtsbarkeit blieb beim Landgericht Ludwigsstadt (1879 in Amtsgericht Ludwigsstadt umbenannt, das 1956 zu einer Zweigstelle des Amtsgerichts Kronach wurde). Die Finanzverwaltung wurde 1929 dem Finanzamt Kronach übertragen. Die Gemeinde hatte ursprünglich eine Fläche von 6,951 km², die sich 1951 durch die Eingemeindung von Steinbach am Wald Bahnhof zunächst auf 6,996 km² vergrößerte, um 1961 schließlich auf 7,374 km².

### Eingemeindungen
Steinbach am Wald Bahnhof lag ursprünglich auf Lauenhainer Gemarkung. Er wurde 1951 eingegliedert. Am 1. Januar 1974 wurde im Zuge der Gebietsreform in Bayern die Gemeinde Kehlbach nach Steinbach eingegliedert. Am 1. Mai 1978 kamen Buchbach, Hirschfeld und Windheim hinzu.

### Einwohnerentwicklung
Im Zeitraum 1988 bis 2018 sank die Einwohnerzahl von 3686 auf 3111 um 575 bzw. um 15,6 %. Am 31. Dezember 1990 hatte Steinbach am Wald 3832 Einwohner.
Gemeinde Steinbach am Wald
| Jahr | Einwohner | Häuser | ! Quelle |
| ---- | --------- | ------ | -------- |
| 1840 | 264       |        | [ 13 ]   |
| 1852 | 296       |        | [ 13 ]   |
| 1855 | 315       |        | [ 13 ]   |
| 1861 | 342       |        | [ 14 ]   |
| 1867 | 352       |        | [ 15 ]   |
| 1871 | 372       | 49     | [ 16 ]   |
| 1875 | 366       |        | [ 17 ]   |
| 1880 | 386       |        | [ 18 ]   |
| 1885 | 411       | 59     | [ 19 ]   |
| 1890 | 402       | 64     | [ 20 ]   |
| 1895 | 402       |        | [ 13 ]   |
| 1900 | 433       | 61     | [ 21 ]   |
| 1905 | 463       |        | [ 13 ]   |
| 1910 | 425       |        | [ 22 ]   |

| Jahr | Einwohner | Häuser | Quelle |
| ---- | --------- | ------ | ------ |
| 1919 | 444       |        | [ 13 ] |
| 1925 | 525       | 74     | [ 7 ]  |
| 1933 | 576       |        | [ 23 ] |
| 1939 | 733       |        | [ 23 ] |
| 1946 | 1065      |        | [ 23 ] |
| 1950 | 1196      | 133    | [ 8 ]  |
| 1952 | 1211      |        | [ 23 ] |
| 1961 | 1356      | 218    | [ 9 ]  |
| 1970 | 1320      |        | [ 24 ] |
| 1987 | 3736      | 975    | [ 25 ] |
| 2008 | 3459      |        | [ 26 ] |
| 2015 | 3180      | 1028   | [ 26 ] |
| 2019 | 3087      | 1034   | [ 27 ] |

Ort Steinbach am Wald
| Jahr      | 001818 | 001861 | 001871 | 001885 | 001900 | 001925 | 001950 | 001961 | 001970 | 001987 | 002017 |
| Einwohner | 225 *  | 321    | 357    | 400    | 416    | 513    | 663    | 616    | 557    | 1282 † | 1103 † |
| Häuser    | 33 *   |        |        | 57     | 58     | 72     | 84     | 112    |        | 331 †  |        |
| Quelle    | [ 6 ]  | [ 14 ] | [ 16 ] | [ 19 ] | [ 21 ] | [ 7 ]  | [ 8 ]  | [ 9 ]  | [ 24 ] | [ 25 ] | [ 28 ] |

## Kirchen

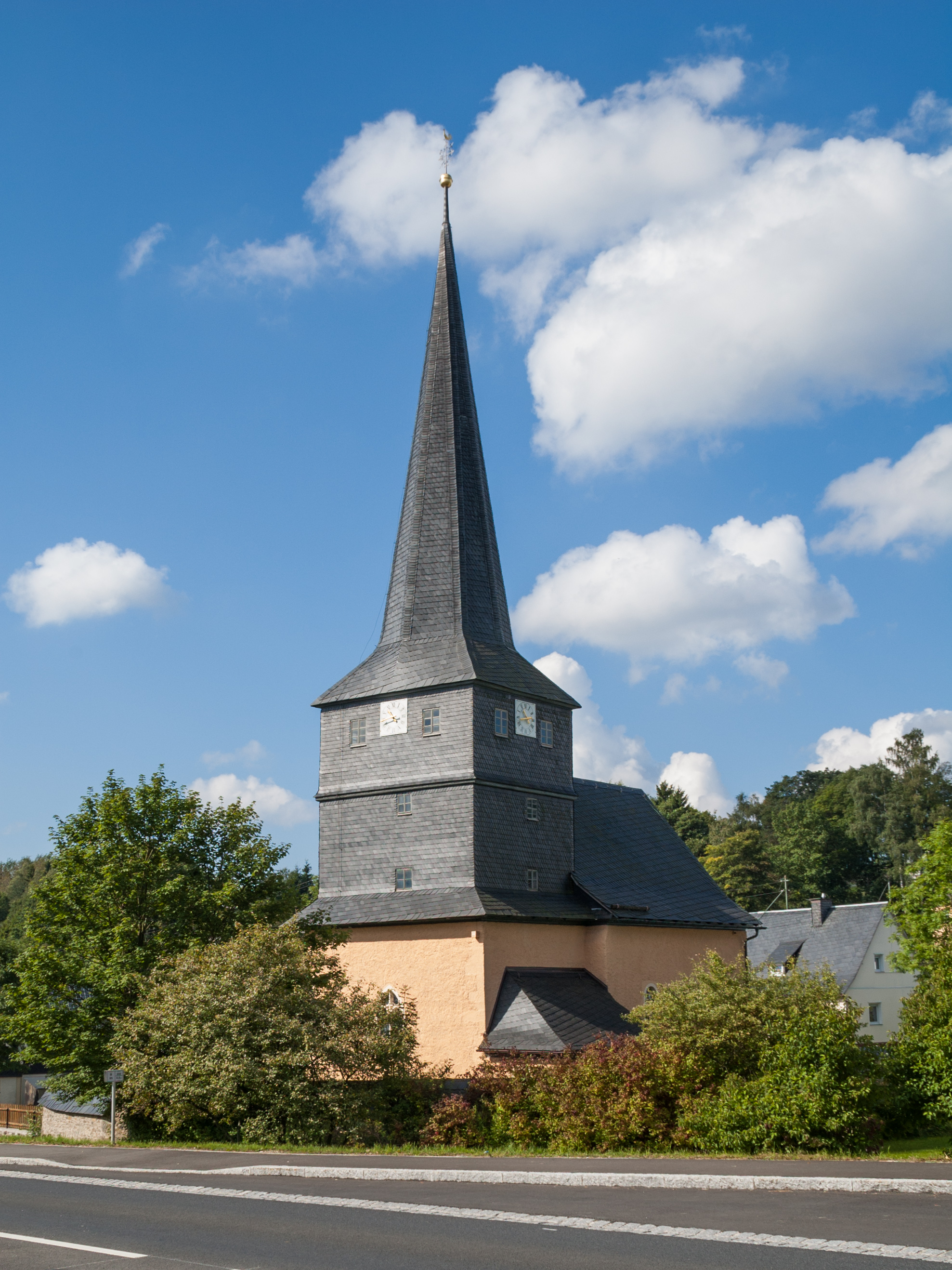
Die Wehrkirche St. Johannes Baptista ist eines der Wahrzeichen der Gemeinde.

In Steinbach am Wald befinden sich mit der um 1500 errichteten Wehrkirche St. Johannes Baptista und der 1966 geweihten Pfarrkirche St. Heinrich zwei katholische Kirchen. Der Ort gehörte seit 1478 der Pfarrei St. Nikolaus in Windheim an, seit 1969 bildet Steinbach am Wald eine eigene Pfarrei. Die evangelische Christuskirche Steinbach am Wald wurde im Jahr 1953 eingeweiht. 1958 wurde Steinbach am Wald eine eigenständige evangelisch-lutherische Pfarrei.

## Politik

### Gemeinderat
Die Kommunalwahlen 2002, 2008, 2014 und 2020 führten zu folgenden Sitzverteilungen im Gemeinderat:
|                               | 2002     | 2008     | 2014     | 2020     |
| ----------------------------- | -------- | -------- | -------- | -------- |
| CSU                           | 8        | 9        | 9        | 8        |
| SPD                           | 4        | 4        | 4        | 3        |
| Soziale Demokraten Umland     | 1        | n. a.    | n. a.    | n. a.    |
| Bürgerliste Kehlbach          | 1        | 1        | 1        | 1        |
| Freie Wähler                  | 2        | 2        | 2        | 2        |
| Bürgerliste Steinbach am Wald | n. a.    | n. a.    | n. a.    | 2        |
| Gesamt                        | 16 Sitze | 16 Sitze | 16 Sitze | 16 Sitze |

### Bürgermeister
Im März 2017 wurde Thomas Löffler (CSU) mit 60,5 % der Stimmen zum Ersten Bürgermeister gewählt. Bis zur Neuwahl des Bürgermeisters führte die Zweite Bürgermeisterin Monika Barnickel (CSU) die Amtsgeschäfte. Klaus Löffler (CSU) war seit dem 1. Mai 2002 Bürgermeister. Er wurde zum Landrat des Landkreises Kronach gewählt und trat die Nachfolge des am 20. Dezember 2016 ausgeschiedenen Landrats Oswald Marr (SPD) an.

### Wappen und Flagge
Die Gemeinde führt seit 1990 ein Wappen.
Wappen
| Wappen von Steinbach am Wald | Blasonierung: „In Blau ein gesenkter, silberner Wellenbalken, überdeckt von einem goldenen Kelch, aus dem ein goldener Abtstab wächst; beseitet rechts von einer silbernen heraldischen Lilie, links von drei, eins zu zwei gestellten silbernen Kugeln.“ |
| Wappen von Steinbach am Wald | Wappenbegründung: Das heutige Wappen repräsentiert alle fünf Gemeindeteile. Der Kelch mit wachsendem Abtstab ist das Wappensymbol des Zisterzienserklosters Langheim, das dort ursprünglich grundherrschaftliche Ansprüche hatte. Die drei Kugeln sind die Attribute des heiligen Nikolaus, dem die Pfarrkirche in Windheim geweiht ist. Der Wellenbalken steht redend für die Ortsnamen Buchbach, Kehlbach und Steinbach. Die Lilie repräsentiert als Mariensymbol die Patrozinien der beiden Kirchen Mariä Heimsuchung in Hirschfeld und Sieben Schmerzen Mariä in Kehlbach. |

Altes Wappen
Die Blasonierung des alten Wappens lautet: „Über blauem Wellenschildfuß eine durchgehende silberne Mauer, darüber in Blau nebeneinander eine wachsende eintürmige Wehrkirche in Seitenansicht und ein goldener Kelch mit daraus wachsendem goldenem Abtstab.“
Flagge
Die Gemeindeflagge ist weiß-blau-gelb.

## Kultur und Infrastruktur

### Vereinsleben
Das musikalische Leben des Ortes prägt der Musikverein Steinbach am Wald, der im Jahr 1909 gegründet wurde. Weitere Vereine sind zum Beispiel der SC Rennsteig, die Rennsteigschützen, die Freiwillige Feuerwehr Steinbach, die FUN-Biker Steinbach am Wald, der Dart-Club Effendi, der CSU-Ortsverband und der SPD-Ortsverein. Die Vereine sind im Vereinsverbund (VVB) zusammengeschlossen.

### Veranstaltungen
Ein Höhepunkt im Jahresverlauf ist die Trachtenkirchweih, die alljährlich am zweiten Wochenende im Juli von der Zechgemeinschaft veranstaltet wird. Die Jugend des Dorfes lässt dabei den alten Brauch des Zechens aufleben und präsentiert sich in der Steinbacher Tracht. Am letzten Augustwochenende lädt der Schützenverein zum Schützenfest mit Rockabend, Festzug und Königsproklamation. An vier Tagen im November steht die örtliche Theatergruppe auf der Bühne, um Komödien aufzuführen. Im Dezember organisiert der VVB die Dorfweihnacht auf dem Rathausplatz. Jeweils um die Jahreswende veranstalten die Schachfreunde Windheim seit 1984 das Internationale Windheimer Neujahrsopen, ein Schnellschachturnier, das Gäste weit über die Region hinaus anzieht.

## Wirtschaft und Infrastruktur

### Unternehmen
Größter Arbeitgeber der Gemeinde ist Wiegand-Glas mit Tochterunternehmen in den thüringischen Orten Ernstthal, Großbreitenbach und Schleusingen und in der Slowakei. Das Werk in Steinbach hat 570 Mitarbeiter (Stand:2018).

### Verkehr

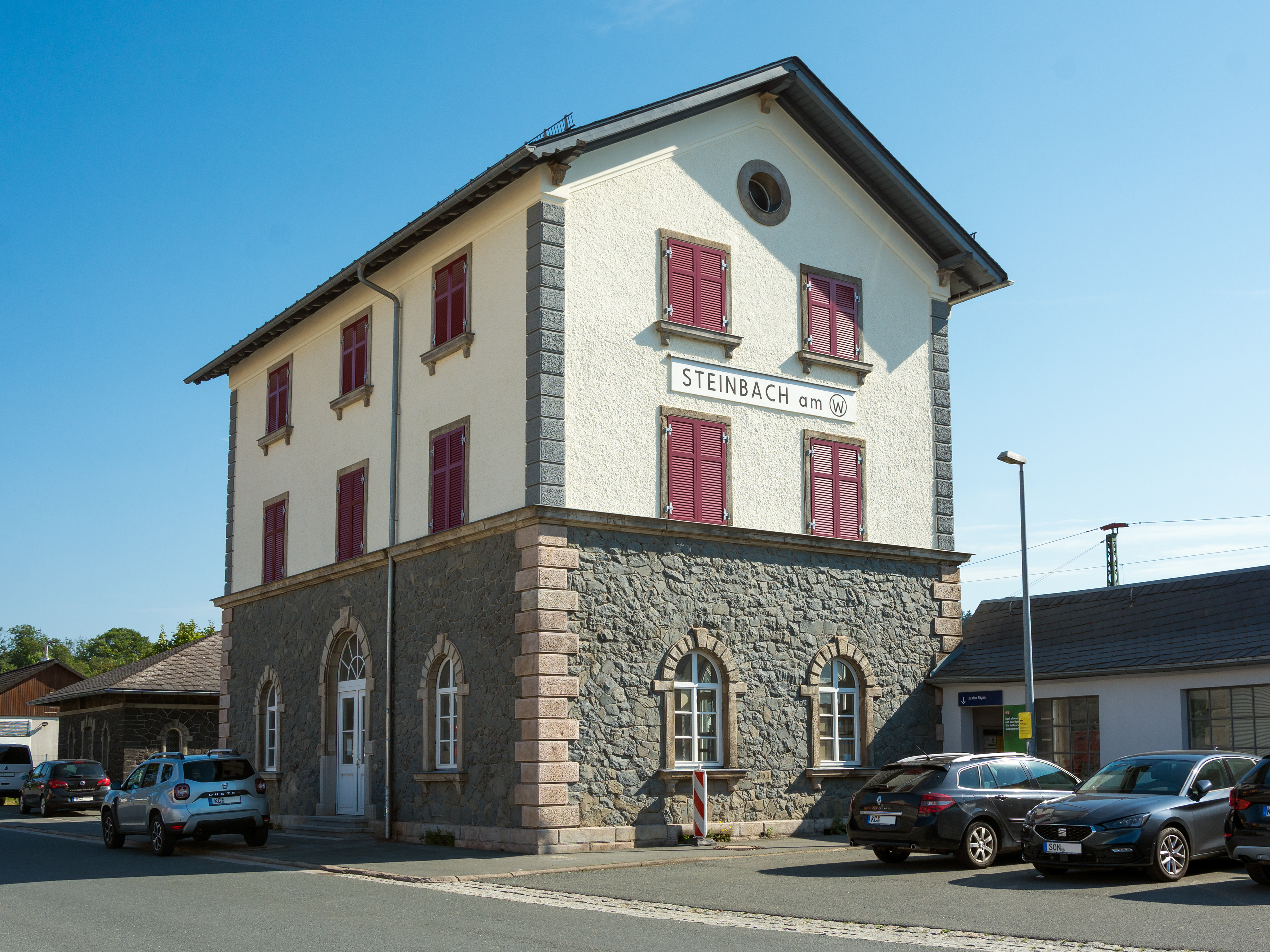
Bahnhofsgebäude

Der Bahnhof Steinbach am Wald liegt am Scheitelpunkt der Frankenwaldbahn.
Die Bundesstraße 85 führt nach Ludwigsstadt (5,2 km nördlich) bzw. nach Förtschendorf (5,5 km südlich). Die Staatsstraße 2209/L 1096 führt nach Kleintettau (7 km nordwestlich) bzw. nach Lehesten (6,7 km nordöstlich). Die Kreisstraße KC 8 führt nach Haßlach (1,9 km südöstlich). Die Kreisstraße KC 35 führt nach Windheim (1,7 km südwestlich).

## Sonstiges
In Steinbach am Wald befindet sich seit 1939 ein Unterwerk der Bahnstrecke Nürnberg–Leipzig. Die von diesem Unterwerk nach Zapfendorf errichtete Bahnstromleitung verlief nach dem Zweiten Weltkrieg zwischen Wörlsdorf und Welitsch durch DDR-Gebiet und wurde 1966, nachdem es wiederholt durch zu hoch wachsende Bäume zu Erdschlüssen kam, durch eine neue Leitung ersetzt, die ausschließlich auf dem Territorium der Bundesrepublik Deutschland verlief.

## Persönlichkeiten
- Rudolf Rauh (1908–1973), Historiker und Archivar
- Werner Schnappauf (* 1953), ehemaliger Bayerischer Staatsminister für Umwelt, Gesundheit und Verbraucherschutz (bis 2007), Ehrenbürger
- Günther Thyzel, Ehrenbürger
- Konrad Wiegand (1937–2021)[35], Ehrenbürger und Unternehmer
- Joachim Wiegand, Ehrenbürger und Unternehmer[36]
- Heinz Köhler (* 1942), Landrat a. D., ehemaliger Abgeordneter des Europaparlaments und des Bayerischen Landtags, Ehrenbürger
- Klaus Löffler, Landrat, Ehrenbürger
- Udo Vetter (* 1964) im Ortsteil Buchbach geborener Rechtsanwalt, Dozent und Blog-Betreiber
- Holger Mück (* 1975), Musiker (Ortsteil Buchbach), Träger der Ehrenmedaille der Gemeinde Steinbach am Wald (2024)